# Lothar Kipke
Lothar Kipke (* 1927 oder 1928) ist ein deutscher Mediziner. Er war der Verbandsarzt des Schwimmsport-Verbandes der DDR, IM der Stasi und wurde im Januar 2000 wegen seiner Beteiligung am Zwangsdoping in der DDR verurteilt. Lothar Kipke gehörte Anfang 1975 der Forschungsgruppe Zusätzliche Leistungsreserven (ZuLei) an, mit der die DDR begann, das staatlich reglementierte Dopingsystem zu installieren.

## DDR-Zwangsdoping
1971 nahm Kipke an der konstituierenden Sitzung der Kontrollgruppe Sportmedizin für die Olympischen Spiele teil. Dort tauschte man sich über Anabolika aus. Diese Mittel seien nicht im Urin nachweisbar und damit keine Dopingmittel. Er berichtete dem DTSB, dass die Wirkungen günstig gewesen seien und „es [...] beraten [wurde], welcher Sportlerkreis künftig welche Präparate bekomme.“ 1977 berichtete er über einen Anabolika-Großversuch in der DDR-Schwimmnationalmannschaft, der am Forschungsinstitut für Körperkultur und Sport konzipiert wurde.
Kipke war auch Mitglied der medizinischen Kommission des Weltschwimmverbands (FINA) und erhielt deswegen in den 1980er Jahren vom Verband eine Auszeichnung. 2021 wurde er wegen seiner Dopingvergangenheit von der FINA aus ihrer Ehrenliste gestrichen.

## Verurteilung wegen Dopings in der DDR
Kipke wurde für seine Beteiligung am staatlich verordneten Doping im DDR-Leistungssport im Januar 2000 vom Landgericht Berlin wegen Beihilfe zur Körperverletzung zu einer Freiheitsstrafe von 15 Monaten zur Bewährung verurteilt. Der zu diesem Zeitpunkt 72-jährige hatte gestanden, in 58 Fällen zwischen 1975 und 1985 an der Vergabe anaboler Steroide an minderjährige Schwimmerinnen zur Leistungssteigerung und ohne medizinische Indikation beteiligt gewesen zu sein. Von Kipke wurden die Dopingpläne ausgearbeitet und nach der Genehmigung durch Manfred Höppner die Gabe von Spritzen und Oral-Turinabol kontrolliert. Kipke wurde außerdem zur Zahlung von 7500 Mark an einen gemeinnützigen Verein verurteilt und musste die Kosten des Verfahrens tragen.

## Inoffizieller Mitarbeiter der Staatssicherheit
Kipke war inoffizieller Mitarbeiter der DDR-Staatssicherheit unter dem Decknamen Rolf. Er berichtete der Staatssicherheit über Methoden des Zwangsdopings im DDR-Leistungssport. So berichtete er über den Sportarzt Siegfried Israel 1971, dass dieser vielfältige Erfahrungen mit Doping im Radsport habe und dass die Erfolge Täve Schurs und anderer zu weiten Teilen „Methoden des Dopings“ geschuldet seien. Giselher Spitzer bezeichnete Kipke als einen der höchstrangigen und willigsten IM. Kipkes IM-Berichte wurden in den 1990er Jahren als Beweismaterial in den Prozessen zum Zwangsdoping im DDR-Leistungssport verwendet.